# Pantelis Kapetanos
Pantelis Ioannis Kapetanos - em grego, Παντελής Καπετάνος Ιωάννης (Ptolemaida, 8 de junho de 1983) é um futebolista grego que atua como atacante. Atualmente, joga no Veria.

## Carreira

### Clubes
Kapetanos, que também é irmão de Kostas (atualmente no Olympiakos Volos), começou a carreira em 2000, no Kozani. Passou também por Iraklis e AEK Atenas até 2008, quando se transferiu para o Steaua.

## Seleção Grega
Kapetanos, que jogou pela Seleção Sub-21 da Grécia, foi convocado pela primeira vez para a Seleção principal em 3 de março de 2010, para um amistoso contra o Senegal. Foi praticamente um prêmio por seu desempenho no Campeonato Romeno, que valeu a vice-artilharia do torneio, com quinze gols, atrás apenas de Andrei Cristea, do Dínamo Bucareste.

## Títulos
- Steaua București:
  - Romanian League: 2013–14
  - Copa da Romênia: 2010–11
- CFR Cluj:
  - Romanian League: 2011–12